# Salles-la-Source
Salles-la-Source is een gemeente in het Franse departement Aveyron (regio Occitanie). De plaats maakt deel uit van het arrondissement Rodez. Salles-la-Source telde op 1 januari 2022 2.313 inwoners.

## Geografie
De oppervlakte van Salles-la-Source bedroeg op 1 januari 2022 78,03 vierkante kilometer; de bevolkingsdichtheid was toen 29,6 inwoners per km².
De onderstaande kaart toont de ligging van Salles-la-Source met de belangrijkste infrastructuur en aangrenzende gemeenten.

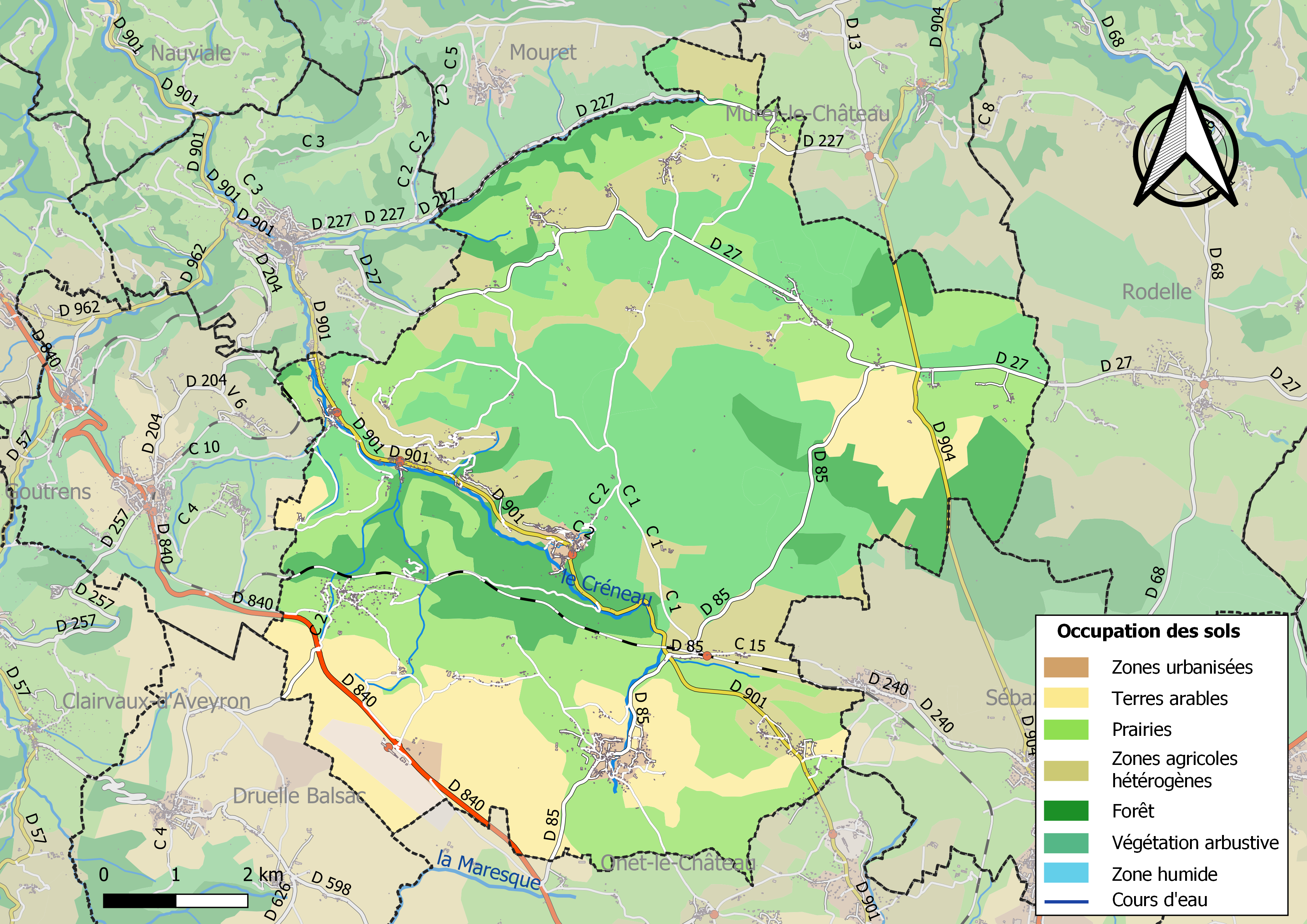

## Demografie
Onderstaande figuur toont het verloop van het inwonertal (bron: INSEE-tellingen).

Vanwege een beveiligingsprobleem met de MediaWiki Graph-software is het momenteel niet mogelijk deze grafiek weer te geven. Zodra de software is bijgewerkt zal de grafiek vanzelf weer zichtbaar worden.